# 기원전 14년

## 연호
- 전한(前漢) 영시(永始) 3년

## 기년
- 전한(前漢) 성제(成帝) 19년
- 신라(新羅) 혁거세 거서간(赫居世居西干) 44년
- 고구려(高句麗) 유리명왕(瑠璃明王) 6년
- 백제(百濟) 온조왕(溫祚王) 5년

## 사건
- 백제, 위례성에서 한산으로 도읍을 옮김.

## 탄생
- 마원 - 후한의 정치가